# Повразњик
Повразњик (слч. Povrazník) насељено је мјесто са административним статусом сеоске општине (слч. obec) у округу Банска Бистрица, у Банскобистричком крају, Словачка Република.

## Становништво
| Година:    | 1994. | 2004.   | 2014.   | 2024.   |
| ---------- | ----- | ------- | ------- | ------- |
| Број људи: | 154   | 146     | 138     | 142     |
| Разлика:   |       | -5,19 % | -5,47 % | +2,89 % |

| Година:    | 2023. | 2024.   |
| ---------- | ----- | ------- |
| Број људи: | 139   | 142     |
| Разлика:   |       | +2,15 % |

Према подацима о броју становника из 2011. године насеље је имало 149 становника.